# أفرو تيودور
أفرو تيودور أو أفرو تايب 688 (بالإنجليزية: Avro Tudor) هي طائرة خطوط جوية بريطانية ذات المحركات المكبسية، بنيت استنادا على قاذفة القنابل من نوع لينكولن ذات الأربع محركات، والتي بدورها تعتبر سليلة قاذفة القنابل الثقيلة الشهيرة لانكستر. وتعتبر أفرو تيودور أول طائرة بريطانيه ذات مقصورة مكيفة الضغط. رأى العملاء بأن الطائرة المريكية دوغلاس دي سي-4 أفضل قليلا من ناحية المقصورة المكيفة الضغط، تلقت أوامر شراء قليلة، وذلك لتفضيل العملاء شراء طائرات أمريكية.
أنتجت في 1945 ببريطانيا. من صناعة أفرو. كان أول طيران لها في 14 يونيو 1945. وصنع منها 38 طائرة.

## المستخدمون
- شركة الخطوط الجوية البريطانية لما وراء البحار